# Речка (Карелия)
Речка — деревня в составе Великогубского сельского поселения Медвежьегорского района Республики Карелия, комплексный памятник истории.

## Общие сведения
Расположена на Заонежском полуострове в северной части Онежского озера.
Впервые упоминается в «Писцовой книге Обонежской пятины» в 1563 году.

## Население
| 2002 | 2010 | 2013 |
| ---- | ---- | ---- |
| 0    | →0   | →0   |